# Datapakke
Digitale data, for eksempel datastrømme (engelsk dataflows) eller datafiler, der ønskes sendt over et pakkekoblet datanet, opdeles i bidder kaldet datapakker (engelsk packets).
Mere præcist hedder en informationsbid i ISO's OSI-model:
- OSI lag 4: besked (engelsk message)
- OSI lag 3: IP-datagram (engelsk IP-datagram)
- Mellem OSI lag 2 og 3: pakke (engelsk packet)
- OSI lag 2: ramme (engelsk frame)

Det fysiske datanets maksimale formidlbare pakkestørrelse kaldes Maximum Transfer Unit (MTU).
IP-datagrammer bliver delt i fragmenter (engelsk fragments) af en router, når en indkommende pakke er større end den udgående ports MTU.
På forskellige netværkstyper kan pakkerne hedde: Block, Cell, Segment.

## Ethernet-datapakke
En ethernetpakke har et dataindhold på mellem 64 og 1518 bytes. Nogle switche og routere kan også formidle pakker med en ekstra VLAN-header/tag (4 bytes) pakker på mellem 68 og 1522 bytes. 
Noget netudstyr kan klare jumbopakker på op til 9000 bytes.

### Film
- Hvordan virker internettet? (film – også på dansk): warriorsofthe.net: Warriors of the net Arkiveret 26. juli 2010 hos  Wayback Machine Citat: "...The movie is 12 minutes long. It is about an IP packets journey through net past routers, firewalls and transatlantic cables. It is available for free download for non-commerical use..."